# 贵妃醉酒

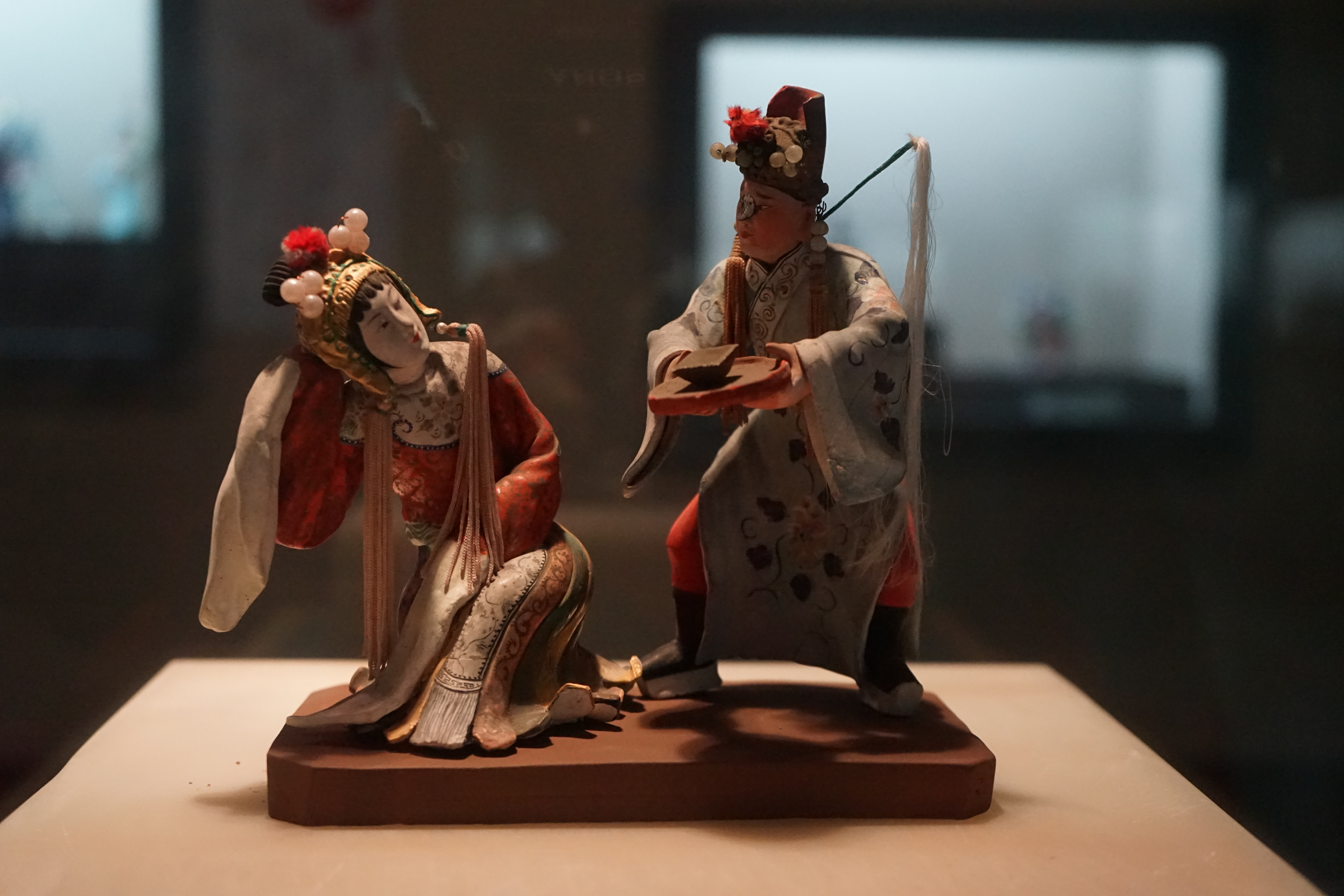
惠山泥人《贵妃醉酒》，无锡博物院藏

《贵妃醉酒》又名《百花亭》，源于清乾隆时花部地方戏《醉杨妃》的京剧剧目，是梅派代表剧目。写的是唐玄宗宠妃杨玉环与明皇约在百花亭赴筵，久候明皇不至，原来他早已转驾西宫。贵妃羞怒交加，万端愁绪无以排遣，遂命高力士、裴力士添杯奉盏，饮致大醉，怅然返宫。该剧经梅兰芳加工点缀，成为“梅派”经典演出剧目之一。
2002年，梅葆玖等根据梅兰芳原作《贵妃醉酒》、《太真外传》等改编成的大型交响京剧《大唐贵妃》，始由上海京剧院、中国京剧院、北京京剧院合作演出，以大布景、大制作闻名于市，是京剧改革的一个方向和尝试。
2007年，中國第一顆探月衛星嫦娥一號中，也特別選用這首歌曲选段搭載。

## 經典歌詞
【四平調】
海島冰輪初轉騰，
見玉兔（啊），
玉兔又早東升。
那冰輪離海島，
乾坤分外明，
皓月當空，
恰便似（啊）嫦娥離月宮，
奴似嫦娥離月宮。
接【萬年歡】牌子（間奏），再接【四平調】
【四平調】
好一似嫦娥下九重，
清清冷落在廣寒宮，
啊，
在廣寒宮。
玉石橋斜倚把欄杆靠，
鴛鴦來戲水，
金色鯉魚在水面朝，
啊，
在水面朝，
長空雁，
雁兒飛，
哎呀雁兒呀，
雁兒並飛騰，
聞奴的聲音落花蔭，
這景色撩人慾醉，
不覺來到百花亭。